# Perini Navi
Perini Navi — итальянская верфь, базирующаяся в Виареджо, Италия. Основана в 1983 году Фабио Перини, который впервые создал систему автоматизации закрутки парусов на больших парусных яхтах. Верфь строит в основном кечи, многие из которых были разработаны Роном Холландом. Судостроение осуществляется в Стамбуле, большая часть оснащения осуществляется в Виареджио, а техническое обслуживание и переоборудование осуществляется в Ла Специи, где в 2005 году были приобретены верфи Beconcini и Picchiotti. Моторные яхты Picchiotti продвигаются под брендом «Vitruvius».
Крупнейшим проектом Perini Navi была 88-метровая яхта Maltese Falcon для Тома Перкинса (англ.). 
В 2021 году Perini Navi обанкротилась и была куплена The Italian Sea Group на аукционе за 80 миллионов евро.

### Корабли
- Maltese Falcon.
- Bayesian.